# Kinnersley Castle
Kinnersley Castle er en middelalderborg, der ligger omkring 3 km øst for Eardisley i Herefordshire, England. Det er en af de mange marches-borge langs den walisiske grænse. 
Den blev oprindeligt opført i sten, og man antager at det var under Henrik 1.s regeringstid (1100-1135). De elizabethianske bygninger, der nu står på stedet har erstattet den tidligere borg, og ved opførslen blev stort set alle rester af den gamle borg fjernet.
Interiøret i de nuværende bygninger stammer fra flere perioder. Det blev renoveret i 1500-tallet af Vaughn-familien, og det huser flere eksempler på detaljeret gipsarbejde, der antages at være blandt de ældste i Herefordshire. 
Det er en listed building af anden grad.